# Gregg Popovich
Gregg Charles Popovich (East Chicago, 28 de janeiro de 1949) é um ex-treinador de basquetebol estadunidense e atual executivo do San Antonio Spurs, equipe que comandou por 29 temporadas, de 1996 a 2025.
Bacharel pela Academia da Força Aérea dos Estados Unidos, ali jogou por quatro anos. Formou-se em Educação física na Universidade de Denver. 
Foi assistente de Larry Brown no próprio San Antonio Spurs entre 1988 e 1992. Retornou em 1994 como gerente geral e assumiu o comando da equipe em 1996.
Comandou os Spurs nos cinco títulos que possuem na NBA, nas temporadas 1998/99, 2002/03, 2004/05, 2006/07 e 2013/14 e foi eleito o Técnico do Ano três vezes, nas temporadas 2002/2003, 2011/12 e 2013/14.
Em 2015 foi anunciado como técnico da seleção americana de basquete, contudo iria assumir a partir de 2017. 
Em 2 de maio de 2025, "Coach Pop" anunciou sua aposentadoria como treinador dos Spurs após 29 anos, e o clube anunciou que ele fará a transição para ocupar o cargo de presidente.

## Estatísticas na NBA
|  | Campeão da NBA |

| Time        | Ano       | J     | V     | D   | %    | Colocação             | PJ  | PV  | PD  | %    | Resultado                        |
| ----------- | --------- | ----- | ----- | --- | ---- | --------------------- | --- | --- | --- | ---- | -------------------------------- |
| San Antonio | 1996-97   | 64    | 17    | 47  | .266 | 6º na D. Centro-Oeste |     |     |     |      | Não classificou-se aos playoffs  |
| San Antonio | 1997-98   | 82    | 56    | 26  | .683 | 2º na D. Centro-Oeste | 9   | 4   | 5   | .444 | Derrota nas semifinais de conf.  |
| San Antonio | 1998-99   | 50    | 37    | 13  | .740 | 1º na D. Centro-Oeste | 17  | 15  | 2   | .882 | Venceu a NBA                     |
| San Antonio | 1999-2000 | 82    | 53    | 29  | .646 | 2º na D. Centro-Oeste | 4   | 11  | 3   | .250 | Derrota no 1º round dos playoffs |
| San Antonio | 2000-01   | 82    | 58    | 24  | .707 | 1º na D. Centro-Oeste | 13  | 7   | 6   | .538 | Derrota nas finais de conf.      |
| San Antonio | 2001-02   | 82    | 58    | 24  | .707 | 1º na D. Centro-Oeste | 10  | 4   | 6   | .400 | Derrota nas semifinais de conf.  |
| San Antonio | 2002-03   | 82    | 60    | 22  | .732 | 1º na D. Centro-Oeste | 24  | 16  | 8   | .667 | Venceu a NBA                     |
| San Antonio | 2003-04   | 82    | 57    | 25  | .695 | 2º na D. Centro-Oeste | 10  | 6   | 4   | .600 | Derrota nas semifinais de conf.  |
| San Antonio | 2004-05   | 82    | 59    | 23  | .720 | 1º na D. Sudoeste     | 23  | 16  | 7   | .696 | Venceu a NBA                     |
| San Antonio | 2005-06   | 82    | 63    | 19  | .768 | 1º na D. Sudoeste     | 13  | 7   | 6   | .538 | Derrota nas semifinais de conf.  |
| San Antonio | 2006-07   | 82    | 58    | 24  | .707 | 2º na D. Sudoeste     | 20  | 16  | 4   | .800 | Venceu a NBA                     |
| San Antonio | 2007-08   | 82    | 56    | 26  | .683 | 2º na D. Sudoeste     | 17  | 9   | 8   | .529 | Derrota nas finais de conf.      |
| San Antonio | 2008-09   | 82    | 54    | 28  | .659 | 1º na D. Sudoeste     | 5   | 1   | 4   | .200 | Derrota no 1º round dos playoffs |
| San Antonio | 2009-10   | 82    | 50    | 32  | .610 | 2º na D. Sudoeste     | 10  | 4   | 6   | .400 | Derrota nas semifinais de conf.  |
| San Antonio | 2010-11   | 82    | 61    | 21  | .744 | 1º na D. Sudoeste     | 6   | 2   | 4   | .333 | Derrota no 1º round dos playoffs |
| San Antonio | 2011-12   | 66    | 50    | 16  | .758 | 1º na D. Sudoeste     | 14  | 10  | 4   | .714 | Derrota nas finais de conf.      |
| San Antonio | 2012-13   | 82    | 58    | 24  | .707 | 1º na D. Sudoeste     | 21  | 15  | 6   | .714 | Derrota nas Finais da NBA        |
| San Antonio | 2013-14   | 82    | 62    | 20  | .756 | 1º na D. Sudoeste     | 23  | 16  | 7   | .696 | Venceu a NBA                     |
| San Antonio | 2014-15   | 82    | 55    | 27  | .671 | 3º na D. Sudoeste     | 7   | 3   | 4   | .429 | Derrota no 1º round dos playoffs |
| San Antonio | 2015-16   | 82    | 67    | 15  | .817 | 1º na D. Sudoeste     | 10  | 6   | 4   | .600 | Derrota nas semifinais de conf.  |
| San Antonio | 2016-17   | 82    | 61    | 21  | .744 | 1º na D. Sudoeste     | 10  | 8   | 8   | .500 | Derrota nas finais de conf.      |
| San Antonio | 2017-18   | 82    | 47    | 35  | .573 | 3º na D. Sudoeste     | 5   | 1   | 4   | .200 | Derrota no 1º round dos playoffs |
| San Antonio | 2018-19   | 82    | 48    | 34  | .585 | 2º na D. Sudoeste     | 7   | 3   | 4   | .429 | Derrota no 1º round dos playoffs |
| San Antonio | 2019-20   | 71    | 32    | 39  | .451 | 5º na D. Sudoeste     |     |     |     |      | Não classificou-se aos playoffs  |
| San Antonio | 2020-21   | 72    | 33    | 39  | .458 | 3º na D. Sudoeste     |     |     |     |      | Não classificou-se aos playoffs  |
| San Antonio | 2021-22   | 82    | 34    | 48  | .415 | 4º na D. Sudoeste     |     |     |     |      | Não classificou-se aos playoffs  |
| San Antonio | 2022-23   | 82    | 22    | 60  | .268 | 5º na D. Sudoeste     |     |     |     |      | Não classificou-se aos playoffs  |
| San Antonio | 2023-24   | 82    | 22    | 60  | .268 | 5º na D. Sudoeste     |     |     |     |      | Não classificou-se aos playoffs  |
| San Antonio | 2024-25   | 82    | 34    | 48  | .415 | 4º na D. Sudoeste     |     |     |     |      | Não classificou-se aos playoffs  |
| Carreira    | Carreira  | 2.291 | 1.422 | 869 | .621 |                       | 284 | 170 | 114 | .599 |                                  |

## Prêmios e Homenagens
Como Treinador
- National Basketball Association:
  - 5x Campeão da NBA: 1999, 2003, 2005, 2007 e 2014;
  - 3x NBA Coach of the Year: 2003, 2012 e 2014;
  - 4x Treinador do All-Star Game: 2005, 2011, 2013 e 2016